# Robert Michael Ballantyne

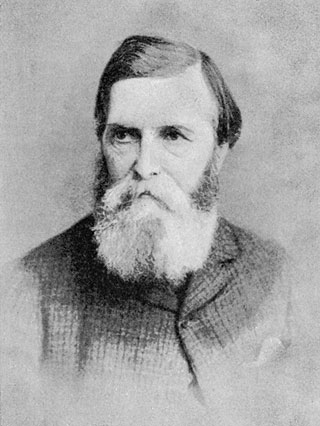
Robert Michael Ballantyne

Robert Michael Ballantyne (* 24. April 1825 in Edinburgh; † 8. Februar 1894 in Rom) war ein schottischer Schriftsteller und Aquarellmaler. Er wird des Öfteren auch als R. M. Ballantyne zitiert.

## Leben
Ballantyne war der jüngste Sohn des Verlegers Alexander Thomson Ballantyne (1776–1847) und dessen Ehefrau Anne (1786–1855); sein Onkel väterlicherseits, James Ballantyne (1772–1833) führte eine bekannte Druckerei. Durch den Börsenkrach von 1825 wurde die Fa Ballantyne & Co. insolvent und musste Konkurs anmelden.
1841 ging Ballantyne nach Kanada und arbeitete bis 1846 dort für die Hudson’s Bay Company. Seine Erlebnisse u. a. als Aufkäufer für Pelze bildeten später eine Grundlage für einige seiner Romane. Über New York kehrte Ballantyne 1847 wieder nach Schottland zurück.
Durch die politische Lage in Europa zerschlugen sich 1848 einige Reisepläne Ballantynes und so konnte er in diesem Jahr mit seinem Werk „Hudson’s Bay“ erfolgreich debütieren.
Am 31. Juli 1866 heiratete Ballantyne in Edinburgh Jane Grant (1845–1924) und hatte mit ihr drei Töchter und drei Söhne.

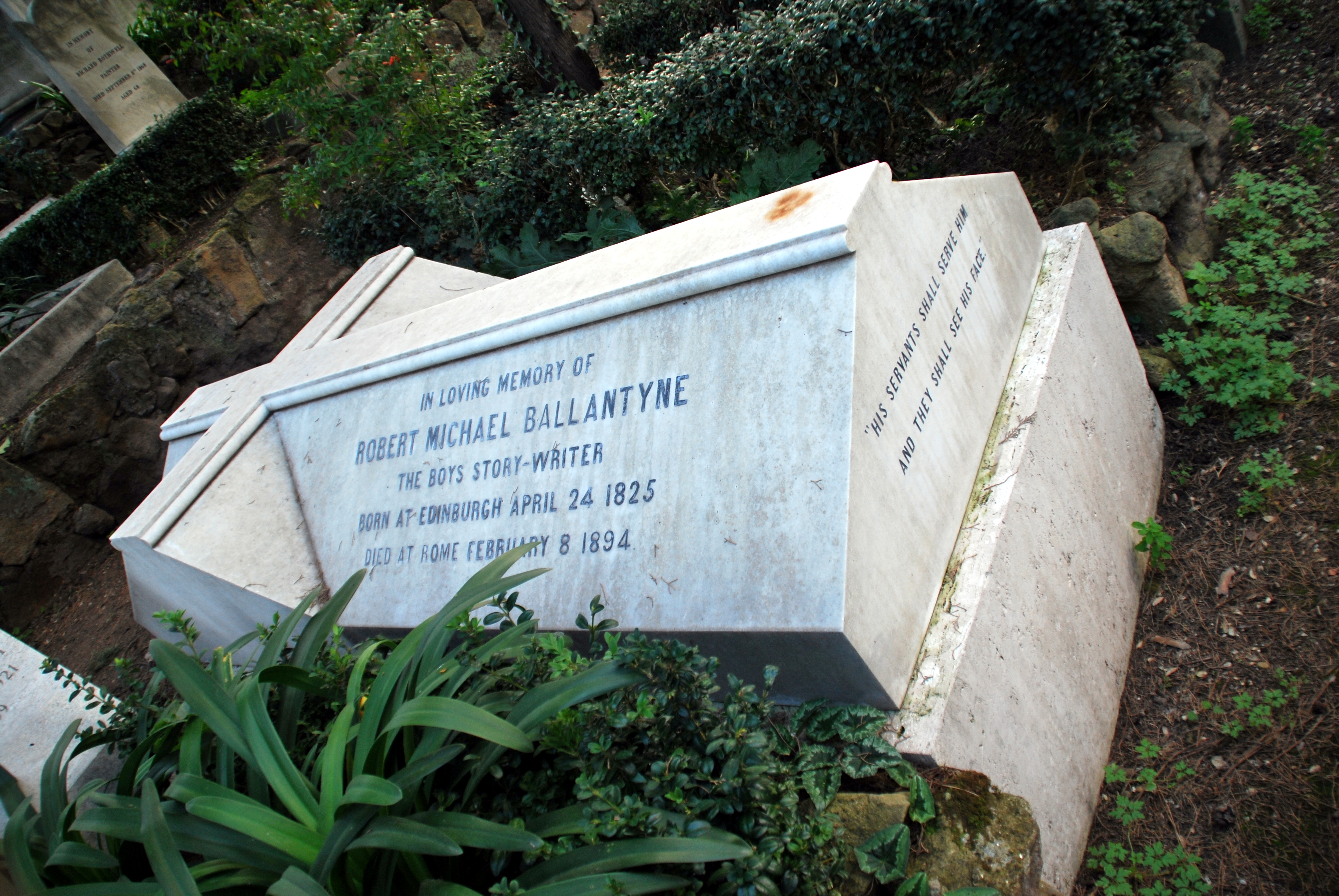
Ballantynes Grab in Rome

Als erfolgreicher Schriftsteller ließ sich Ballantyne zusammen mit seiner Familie in Harrow (London) nieder. Im Oktober 1893 reiste er in Begleitung einer seiner Töchter nach Rom, da ihm das dortige Klima förderlicher für seine Gesundheit schien. Am 8. Februar 1894 starb Robert Michael Ballantyne an Morbus Menière und fand seine letzte Ruhestätte auf dem protestantischen Friedhof von Rom (Testaccio).

## Ehrungen
- 1979 wurde vom Greater London Council Ballantynes ehemaliges Wohnhaus in der Mount Park Road (Harrow) mit der Blue Plaque Nr. 461 ausgezeichnet.
- Robert Louis Stevenson verehrte u. a. Ballantyne als großes Vorbild und setzte ihm in der Einleitung des Romans Die Schatzinsel ein Denkmal.

## Werke (Auswahl)
Belletristik
- The Hudson’s Bay. Dodo Press, London 2007, ISBN 978-1-4065-5827-2 (EA London 1848).
- The Gorilla Hunters. 1861.
  - deutsch: Auf Gorillajagd. Bildschriftenverlag, Hamburg 1966, als Comicadaption in der Reihe Illustrierte Klassiker Nr. 124
- The Red Eric. 1861.
  - deutsch: Der rothe Erich oder des Wallfischfahrers letzte Reise. Meinhold Verlag, Dresden 1864.
- Erling the bold. Dodo Press, London 2007, ISBN 978-1-4065-5818-0 (EA London 1869).
- The Coral Island. A tale of the Pacific Island. Garland, New York 1977, ISBN 0-8240-2280-7 (EA London 1858)
  - deutsch: Im Banne der Koralleninsel. Deutsche Buchgemeinschaft, Berlin 1858.
  - deutsch: Die Koralleninsel. das abenteuerliche Robinsonleben dreier Schiffsjungen in der Südsee. Arena Verlag, Würzburg 1980, ISBN 3-401-03890-7.

Sachbücher
- The lighthouse. 1865.
- The ocean and its wonders. 1874.
- The story of the Rock. 1875.